# Jakov Ignjatović Alapítvány
A Jakov Ignjatović Alapítvány (szerbül: Задужбина Јакова Игњатовића) a magyarországi szerbek által működtetett irodalmi alapítvány.

## Története
Az alapítványt Vujicsics D. Sztoján kezdeményezésére 1988. július 5-én alapították meg Budapesten. Az alapítványt a szerb értelmiség alapította, akik Magyarországon építették a közösséget. Vujicsics D. Sztoján, Lásztity Radomir, Stepanović Predrág, Milosevits Péter és Obrenovics Olga. Céljuk ápolni és segíteni a szerb kultúra ápolását.
Minden év december 8-án Jakov Ignjatović születésnapján adják át a díjakat.

## Elnökök
- Vujicsics D. Sztoján (1988-2002)
- Lásztity Radomir (2002)
- Sztepanov Milán (2002-2004)
- Dujmov Dragomir (2004–?)
- Lásztity Radomír (?–2016)[1]